# Good Night, and Good Luck
Good Night, and Good Luck er en Oscar-nomineret film instrueret af George Clooney fra 2005. Filmen fortæller den autentiske historie om konflikten mellem tv-journalisten Edward R. Murrow og senator Joseph McCarthy og hans forfølgelse af påståede kommunister.
Filmen er optaget i sort-hvid og bliver suppleret med arkivoptagelser fra McCarthys høringer.
Titlen hentyder til den sætning, Murrow altid brugte som afslutning på sine udsendelser.

## Medvirkende
- David Strathairn som Edward R. Murrow, journalist og studievært på tv-programmet See It Now på CBS.
- George Clooney som Fred Friendly, co-producer på See It Now.
- Ray Wise som Don Hollenbeck, en af Murrows kolleger hos CBS, som bliver anklaget for at være kommunist.
- Frank Langella som William Paley, chefen for CBS.

## Handling
Handlingen finder sted i fjernsynets barndom i 1950'ernes USA, hvor vi følger Murrow og hans engagerede kolleger på tv-stationen CBS. Teamet må modstå pres fra såvel tv-stationens ledelse som dens sponsorer, mens det sætter fokus på de metoder, McCarthy bruger i sit korstog mod kommunismen.
Murrow forsvarer først Milo Radulovich, som bliver smidt ud af hæren, fordi hans far abonnerer på en serbisk avis. Dette fører til en offentlig debat, hvor McCarthy også beskylder Murrow for at være kommunist.
Teamet fortsætter som før og lader sig ikke kue. Udover hovedhistorien følger vi bl.a. også Don Hollenbeck, som begik selvmord efter at være blevet beskyldt for at være kommunist. Samtidig må to af CBS's ansatte skjule, at de er gift, for at få lov at beholde deres job.

## Kritik
Selvom filmen generelt har modtaget god kritik, er det dog blevet påpeget, at historien bliver fremstillet lidt skævt. Da Murrow indledte sin kritik, havde McCarthy allerede mistet megen støtte fra sine kollegaer, specielt på grund af hans undersøgelser inden for militæret. Derudover kan det virke som om, Murrow var alene om at modarbejde McCarthy, mens han i virkeligheden var én af mange. Han var bare den, som gav sagen et ansigt i den bedste sendetid.

## Priser og nomineringer
- Oscar-nomineringer:
  - Bedste film
  - Bedste instruktør, George Clooney
  - Bedste mandlige hovedrolle, David Strathairn
  - Bedste manuskript
  - Bedste scenografi
  - Bedste fotografering
- Golden Globe-nomineringer:
  - Bedste dramafilm
  - Bedste filminstruktør, George Clooney
  - Bedste skuespiller i en dramafilm, David Strathairn
  - Bedste filmmanuskript, George Clooney and Grant Heslov
- Screen Actors Guild-nomineringer:
  - Bedste filmskuespiller, David Strathairn
  - Bedste ensemble i en film

## Eksterne Henvisninger
- Good Night, and Good Luck på Internet Movie Database (engelsk)
- Good Night, and Good Luck på Filmdatabasen
- Good Night, and Good Luck på Scope
- Good Night, and Good Luck i Svensk Filmdatabas (svensk)
- Good Night, and Good Luck på AlloCiné (fransk)
- Good Night, and Good Luck på MovieMeter (nederlandsk)
- Good Night, and Good Luck på AllMovie (engelsk)
- Good Night, and Good Luck hos American Film Institute (engelsk)
- Good Night, and Good Lucks profil hos Encyclopædia Britannica Online (engelsk)
- Good Night, and Good Luck på Turner Classic Movies (engelsk)